# Rezerwat częściowy
Rezerwat częściowy – rodzaj rezerwatu przyrody. W rezerwatach częściowych dopuszcza się stosowanie, określonych w tzw. planach ochrony, zabiegów hodowlano-pielęgnacyjnych dla osiągnięcia celu ochrony. Rezerwaty częściowe udostępniane są najczęściej dla ruchu turystycznego. Pełnią znaczącą rolę w turystyce i edukacji przyrodniczej.